# 31507 Williamjin
31507 Williamjin este un asteroid din centura principală de asteroizi.

## Descriere
31507 Williamjin este un asteroid din centura principală de asteroizi. A fost descoperit pe 12 februarie 1999 la Socorro, New Mexico, în cadrul proiectului LINEAR. Asteroidul prezintă o orbită caracterizată de o semiaxă mare de 2,28 ua, o excentricitate de 0,10 și o înclinație de 5,1° în raport cu ecliptica.